# Fenioux (Deux-Sèvres)
Fenioux – miejscowość i gmina we Francji, w regionie Nowa Akwitania, w departamencie Deux-Sèvres.
Według danych na rok 1990 gminę zamieszkiwało 776 osób, a gęstość zaludnienia wynosiła 23 osób/km² (wśród 1467 gmin regionu Poitou-Charentes Fenioux plasuje się na 393. miejscu pod względem liczby ludności, natomiast pod względem powierzchni na miejscu 127.).